# Communauté de communes Médoc Cœur de Presqu'île
La communauté de communes Médoc Cœur de Presqu'île est une communauté de communes française située dans le département de la Gironde en région Nouvelle-Aquitaine.

## Histoire
La communauté de communes est créée au 1er janvier 2017 par arrêté du 5 décembre 2016. Elle est formée par fusion de la communauté de communes du Centre Médoc et de la communauté de communes Cœur du Médoc.
Au 1er janvier 2019, à la suite de la création de Blaignan-Prignac par fusion de Blaignan et Prignac, le nombre de communes adhérentes est porté à 18.

## Territoire communautaire

### Géographie physique
Située au nord-ouest  du département de la Gironde, la communauté de communes Médoc Cœur de Presqu'île regroupe 18 communes et présente une superficie de 496,5 km2.

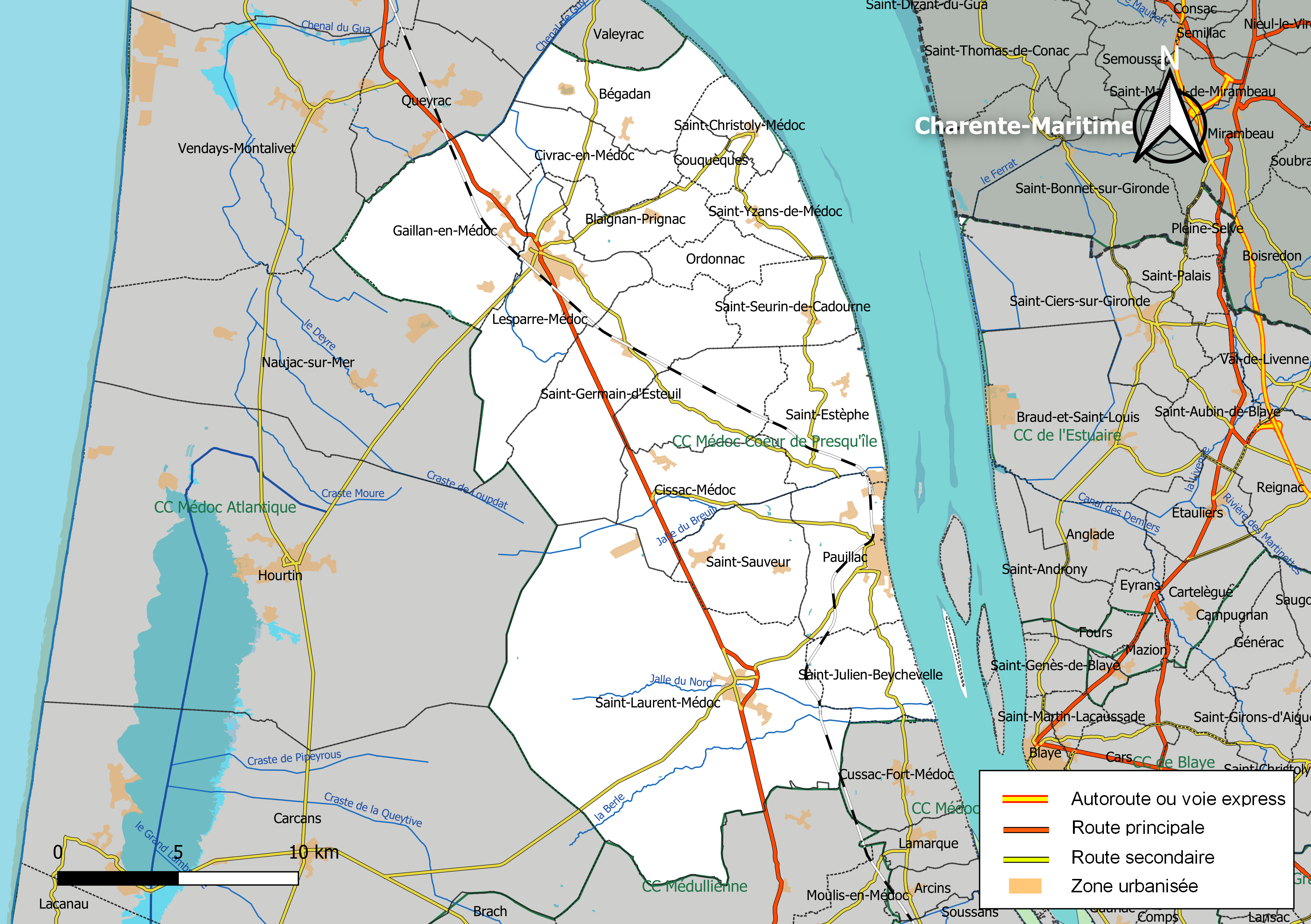
Carte de la communauté de communes Médoc Cœur de Presqu'île au 1er janvier 2019.

### Composition

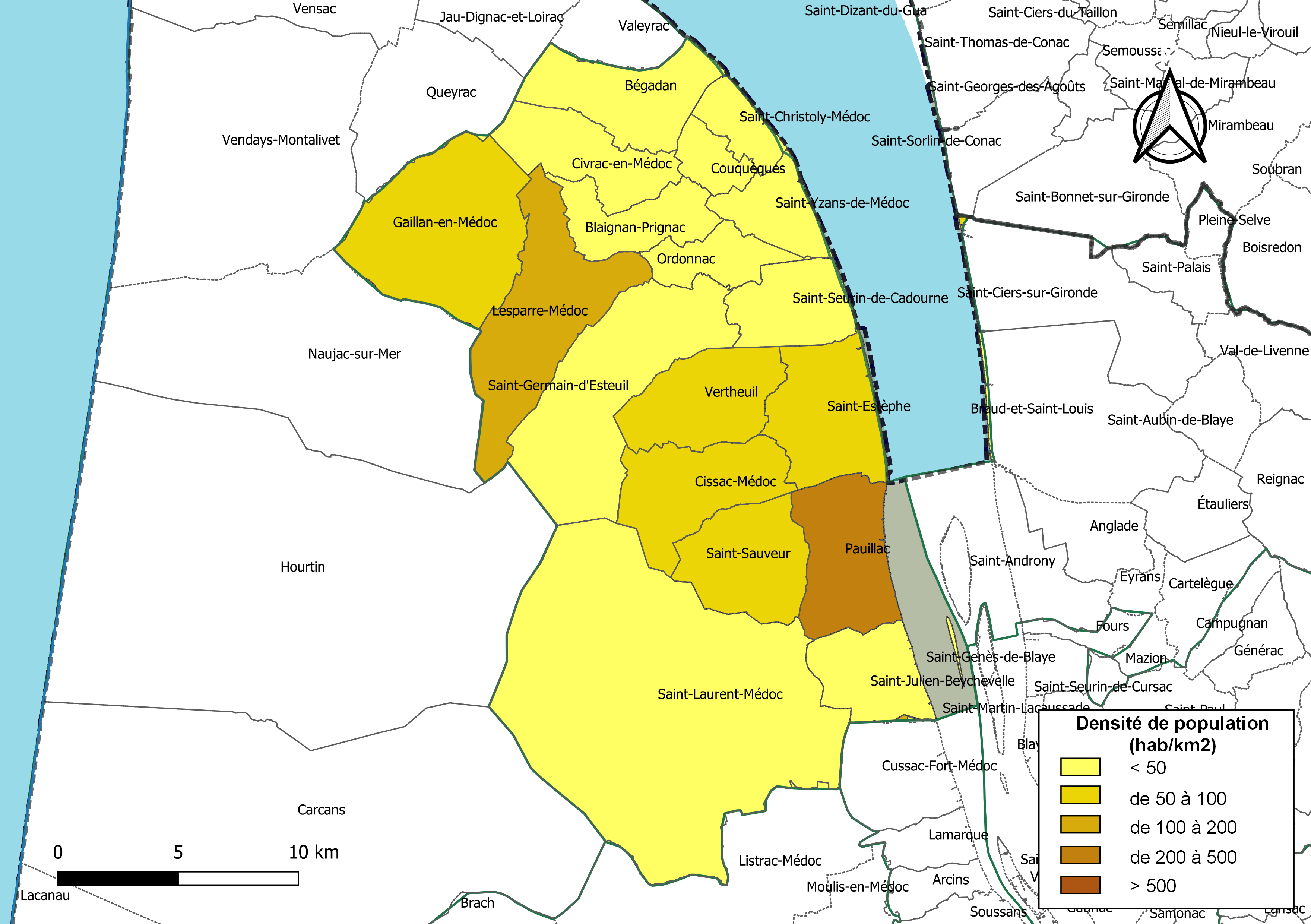
Carte des densités de population (millésimée 2016) des communes de la communauté de communes Médoc Cœur de Presqu'île. Composition en communes au 1er janvier 2019.

La communauté de communes est composée des 18 communes suivantes :

| Nom                      | Code Insee | Gentilé                | Superficie (km2) | Population (dernière pop. légale) | Densité (hab./km2) |
| ------------------------ | ---------- | ---------------------- | ---------------- | --------------------------------- | ------------------ |
| Lesparre-Médoc (siège)   | 33240      | Lesparrains            | 36,97            | 5 862 (2022)                      | 159                |
| Bégadan                  | 33038      | Bégadanais             | 22,15            | 897 (2022)                        | 40                 |
| Blaignan-Prignac         | 33055      | Blaignanais-Prignacais | 14,27            | 449 (2022)                        | 31                 |
| Cissac-Médoc             | 33125      | Cissacais              | 23,62            | 2 310 (2022)                      | 98                 |
| Civrac-en-Médoc          | 33128      | Civracais              | 18,35            | 636 (2022)                        | 35                 |
| Couquèques               | 33134      | Couquéquois            | 6,33             | 268 (2022)                        | 42                 |
| Gaillan-en-Médoc         | 33177      | Gaillanais             | 42,02            | 2 376 (2022)                      | 57                 |
| Pauillac                 | 33314      | Pauillacais            | 22,74            | 5 165 (2022)                      | 227                |
| Ordonnac                 | 33309      | Ordonnacais            | 10,21            | 487 (2022)                        | 48                 |
| Saint-Christoly-Médoc    | 33383      | Saint-Christolyens     | 7,55             | 286 (2022)                        | 38                 |
| Saint-Estèphe            | 33395      | Stéphanois             | 23,54            | 1 629 (2022)                      | 69                 |
| Saint-Germain-d'Esteuil  | 33412      | Saint-Germinois        | 44,71            | 1 345 (2022)                      | 30                 |
| Saint-Julien-Beychevelle | 33423      | Beychevellois          | 16,3             | 621 (2022)                        | 38                 |
| Saint-Laurent-Médoc      | 33424      | Saint-Laurentais       | 136,55           | 4 950 (2022)                      | 36                 |
| Saint-Sauveur            | 33471      | Salvadoriens           | 21,89            | 1 262 (2022)                      | 58                 |
| Saint-Seurin-de-Cadourne | 33476      | Saint-Seurinois        | 15,77            | 701 (2022)                        | 44                 |
| Saint-Yzans-de-Médoc     | 33493      | Saint-Yzannais         | 11,54            | 344 (2022)                        | 30                 |
| Vertheuil                | 33545      | Vertheuillais          | 21,94            | 1 308 (2022)                      | 60                 |

### Démographie
| 1968   | 1975   | 1982   | 1990   | 1999   | 2006   | 2011   | 2016   | 2022   |
| ------ | ------ | ------ | ------ | ------ | ------ | ------ | ------ | ------ |
| 22 901 | 23 930 | 25 667 | 26 939 | 26 746 | 27 660 | 28 986 | 29 861 | 30 896 |

## Administration
Le siège de la communauté de communes est situé 10 place du Maréchal Foch à Lesparre-Médoc, bien que la base BANATIC indique qu'il se situe à Pauillac.

### Conseil communautaire
En janvier 2017, 42 conseillers communautaires siégeait dans le conseil selon la répartition de droit commun.
| Nombre de délégués | Communes                                   |
| ------------------ | ------------------------------------------ |
| 8                  | Lesparre-Médoc                             |
| 7                  | Pauillac                                   |
| 6                  | Saint-Laurent-du-Médoc                     |
| 3                  | Gaillan-en-Médoc                           |
| 2                  | Cissac-Médoc, Saint-Estèphe, Saint-Sauveur |
| 1                  | Les autres communes                        |

### Présidence
| Période      | Période  | Identité         | Étiquette | Qualité                               |
| ------------ | -------- | ---------------- | --------- | ------------------------------------- |
| janvier 2017 | 2020     | Jean-Brice Henry | DVD       | Maire de Gaillan-en-Médoc (1987-2020) |
| 2020         | En cours | Jean-Marie Féron | DVD       | Maire de Saint-Laurent-Médoc          |